# 4丁目プラザ
4丁目プラザ（よんちょうめプラザ）は、北海道札幌市中央区にあったファッションビル。通称4プラ（4pla）。

## 概要
札幌駅前通の拡幅事業をきっかけに近隣の商店による協業店舗（寄合百貨店）として建設した。札幌の繁華街（四番街と札幌一番街の交点）に立地しているため、北海道内で有数の地価が高い場所になっている。「南1西4」スクランブル交差点側の壁面には大型映像ビジョン「メガ・ビジョン・4プラ」を設置していた。半世紀にわたって札幌の若者文化の発信地といわれ、ピーク時の1991年には110店舗のテナントを擁し、売上は125億円にのぼった。しかし札幌市の調査の結果当施設が耐震強度を満たしてないことが判明。2022年1月末に老朽化により閉館。

## 沿革
- 1971年（昭和46年）：「4丁目プラザ」開業[2][3]。
- 1977年（昭和52年）：「自由市場」オープン[11][12]。
- 2008年（平成20年）：「109 MEN'S」オープン[13]。
- 2022年（令和4年）：1月末に閉館[14]。

## フロア
- 9F : 4pla BEAUTY9（ビューティ&リラクゼーション）
- 7F : 自由市場（レディス、アクセサリー、ファッション雑貨、雑貨、ビューティ&リラクゼーション、フード&ドリンク、その他）、4プラホール
- 6F : レディス、ファッション雑貨、雑貨、その他
- 5F : 109MEN'S（メンズ）
- 4F : レディス、アクセサリー、雑貨、その他
- 3F : レディス、インナーウェア&ルームウェア、シューズ、その他
- 2F : レディス、メンズ
- 1F : レディス、ファッション雑貨、雑貨、ビューティ&リラクゼーション
- B1F : レディス、インナーウェア&ルームウェア、シューズ
- B2F : レディス、シューズ、ジュエリー、アクセサリー、ファッション雑貨、雑貨、フード&ドリンク、その他

## アクセス
国道36号（札幌駅前通）と南1条通の交点に位置しており、さっぽろ地下街「ポールタウン」に直結している。
- 札幌市営地下鉄大通駅直結
- 札幌市電「西4丁目停留場」下車